# Sankt Gerold
Sankt Gerold è un comune austriaco di 414 abitanti nel distretto di Bludenz, nel Vorarlberg. Vi sorge l'abbazia di Sankt Gerold, antico monastero benedettino.